# Linda Liao
Linda Liao Pei Ling (caratteri cinesi: 廖佩伶; pinyin: Liào Pèilíng; Taiwan, 24 maggio 1981) è un'attrice, cantante e conduttrice televisiva taiwanese.
Ha frequentato la Queen's University a Kingston, nella regione dell'Ontario, in Canada.

## Carriera
Nella patria d'origine, Taiwan, Liao ha raggiunto la celebrità come VJ per il programma settimanale di MTV Top 20. Nel 2005 è approdata anche a Singapore, grazie al ruolo di Ellie Chua in una serie televisiva del canale MediaCorp Channel 5, intitolata Chase.

Il suo successo in terra straniera l'ha portata, nel 2006, ad essere votata come seconda "Donna più Sexy" nella classifica della stazione radio singaporiana FHM.

Nel 2007, la MediaCorp Channel 5 l'ha richiamata al suo ruolo di Ellie Chua per il sequel di Chase, After Hours, per il quale l'attrice ha anche cantato la canzone tema, intitolata So Real.

Nello stesso anno, Liao ha collaborato in un duetto con il cantante sudcoreano Jun Jin, membro del gruppo musicale K-pop Shinhwa (신화), per una canzone di nome Forever. Grazie a Jun Jin, Liao ha avuto la possibilità di fare un'apparizione nel video musicale della canzone It Could Be Love, del gruppo musicale sudcoreano The Name, di cui il collega è ulteriore membro.

Alla fine dello stesso anno, Liao è stata inserita ancora una volta nella classifica delle "Donne più Sexy" della FHM singaporiana, ma questa volta al diciannovesimo posto.
Linda Liao è anche una sportiva, amante del basket e del cybergaming. Nel 2010 si è laureata campionessa al torneo ESL Female Gaming StarCraft II Cup.

## Discografia

### Album
- Giugno 2004 - 我挺你
- Agosto 2002 - Linda 7

## Filmografia
| Anno | Titolo       | Ruolo               |
| ---- | ------------ | ------------------- |
| 2005 | Chase        | Ellie Chua          |
| 2006 | The Hospital | Kang Wen Li         |
| 2007 | After Hours  | Ellie Chua          |
| 2009 | ToGetHer     | Chen Chu Chu 陳楚楚 |